# Ržev
Ržev (in russo Ржев? ) è una città della Russia europea centrale; è il capoluogo del rajon Rževskij, pur essendone amministrativamente autonoma.
Sorge nella parte sudoccidentale della oblast', nel versante sudorientale del Rialto del Valdaj sulle sponde del Volga, 130 chilometri a sudovest del capoluogo Tver'.
La città compare nelle cronache nell'anno 1216; ottenne lo status di città nel 1777.